# Wappen des Marktes Wartenberg
Das Wappen des Marktes Wartenberg ist neben der Flagge das offizielle Hoheitszeichen von Wartenberg.

## Blasonierung
„In Rot ein geflügelter goldener Drache mit silberner Pfeilzunge und Stachelschwanz.“

## Geschichte
Der Ort Wartenberg, welcher vermutlich bereits 1310 zur Markt erhoben wurde, hat Siegelankündigungen zufolge schon seit etwa 1470 ein eigenes Siegel geführt, von dem aber keine Abdrucke überliefert sind. Aus dem Jahre 1514 ist erstmals ein Siegelabdruck überliefert. Als Bild zeigt es im ausgekerbten Halbrundschild den Drachen. Zweifellos rührt er von dem Drachenrelief im romanischen Tympanon der St. Nikolauskapelle her. Die bis heute gültige Farbgebung findet sich zuerst bei Hans Mielich 1565. Im 17. und 18. Jahrhundert entfernte man sich von der ursprünglichen Gestaltung, indem der Drache in einen auf grünem Dreiberg stehenden Basilisken mit gekröntem Hahnenkopf und Fledermausflügeln verwandelt wurde. Schließlich erschien in den Dienstsiegeln ein gewöhnlicher Hahn im Schild.
Der heutige gültige Entwurf des Wappens stammt vom Münchner Heraldiker Emil Werz.